# Гаврюшина, Зоя Фёдоровна
Зоя Фёдоровна Гаврюшина (3 сентября 1925 — нет данных) — передовик советской пищевой промышленности, бригадир карамельщиков 1-й кондитерской фабрики № 1 Ленинградского производственного объединения кондитерской промышленности «Ленкондпром» Министерства пищевой промышленности РСФСР, Герой Социалистического Труда (1966).

## Биография
Родилась в 1925 году в городе Ленинграде, в рабочей семье.
Поступила в школу фабрично-заводского обучения при кондитерской фабрике №1 в городе Ленинграде. Во время Великой Отечественной войны, в годы блокадного Ленинграда, стала молодой работницей, станочницей, которая выпускала продукцию для фронта.
После войны стала работать карамельщицей. Сначала работала на двух завёрточных машинах, затем сумела овладеть одновременно тремя. Обучила более тридцати молодых специалистов. В 1958 году стала членом КПСС. В 1961 году была назначена бригадиром карамельщиц. Её коллектив в короткие сроки сумел добиться высоких производственных показателей.
Указом Президиума Верховного Совета СССР от 21 июля 1966 года за особые заслуги и высокие производственные достижения в пищевой промышленности Зое Фёдоровне Гаврюшиной было присвоено звание Героя Социалистического Труда с вручением ордена Ленина и медали «Серп и Молот».
Продолжала работать на предприятие до выхода на заслуженный отдых.
Была членом Ленинградского горкома КПСС, избиралась делегатом XXIII съезда КПСС.
Проживала в Санкт-Петербурге.

## Награды
За трудовые успехи была удостоена:
- золотая звезда «Серп и Молот» (21.07.1966)
- орден Ленина (21.07.1966)
- другие медали.